# Midnight Ride (album)
Albums de Paul Revere and the Raiders
Just Like Us!
(1966) The Spirit of '67
(1966)
Midnight Ride est un album de Paul Revere and the Raiders, sorti le 6 mai 1966.

## L'album
Il atteint la 9e place du Billboard 200 et est certifié disque d'or le 20 mars 1967 par la RIAA.
Il fait partie des 1001 albums qu'il faut avoir écoutés dans sa vie.

### Titres

#### Face A
1. Kicks (Mann, Weil) (2:28)
2. There's Always Tomorrow (Levin, Smith) (2:39)
3. Little Girl in the 4th Row (Lindsay, Revere) (2:58)
4. Ballad of a Useless Man (Levin) (2:08)
5. (I'm Not Your) Steppin' Stone (Boyce, Hart) (2:31)
6. There She Goes (Lindsay, Revere) (1:47)

#### Face B
1. All I Really Need Is You (Lindsay, Revere) (3:27)
2. Get It On (Levin, Volk) (3:12)
3. Louie, Go Home (Lindsay, Revere) (2:41)
4. Take a Look at Yourself (Lindsay, Revere) (1:48)
5. Melody For an Unknown Girl (Lindsay, Revere) (1:59)

### Musiciens
- Drake Levin : guitare, chœurs
- Mark Lindsay : chant
- Paul Revere : orgue, chœurs
- Mike "Smitty" Smith : batterie, chant sur There's Always Tomorrow
- Phil Volk : basse, chant sur Get It On, chœurs
- Hal Blaine : batterie sur Kicks